# Зоотроп
Зоотроп или Зоетроп (потиче од грчке речи "зое"- живот и "тропос" - окрет - што би се могло превести као точак живота) је један од првих уређаја који је направљен да би стварао покретне слике. 
То је једноставна оптичка играчка која је настала у процесу узастопних фаза технолошког развоја током 19. века у којима су једноставне оптичке справе, које су коришћене за забаву, прерасле у савршене машине које могу уверљиво да представе емпиријску стварност у покрету. Илузије које је је пружао зоотроп зависио је од интерактивних оптичких феномена познатих под именом ретинална перзистенција или постојаност слике на мрежњачи и фи ефекат. Заједно, ретинална перзистенција и фи ефекат нам омогућавају да видимо низ статичних слика као један непрекидни покрет, пружајући нам илузију непрекидног покрета на којој је кинематографија заснована. У 19. веку велику пажњу привукао је зоотроп и постао је претеча анимације и филмова. Данашња анимација управо се заснива на зоотропу и осталим оптичким играчкама викторијаснког доба.

## Конструкција зоотропа
Састоји се од бубња или цилиндракоји на једнаким размацима има прорез кроз који се гледа. Унутар њега се поставља дугуљасти папир са сличицама које имају фазу разних покрета. Окретањем бубња и гледањем кроз прорезе уочавају се живи покрети као једна непрекидна анимација.

## Оптичке играчке
- Тауматроп
- Фенакистоскоп
- Стробоскоп
- зоотроп или зоетроп
- Фантаскоп
- Праксиноскоп
- Зоопраксископ
- Кинеограф
- Кинора
- Филоскоп
- Мутоскоп